# Heinz-Dieter Kallbach

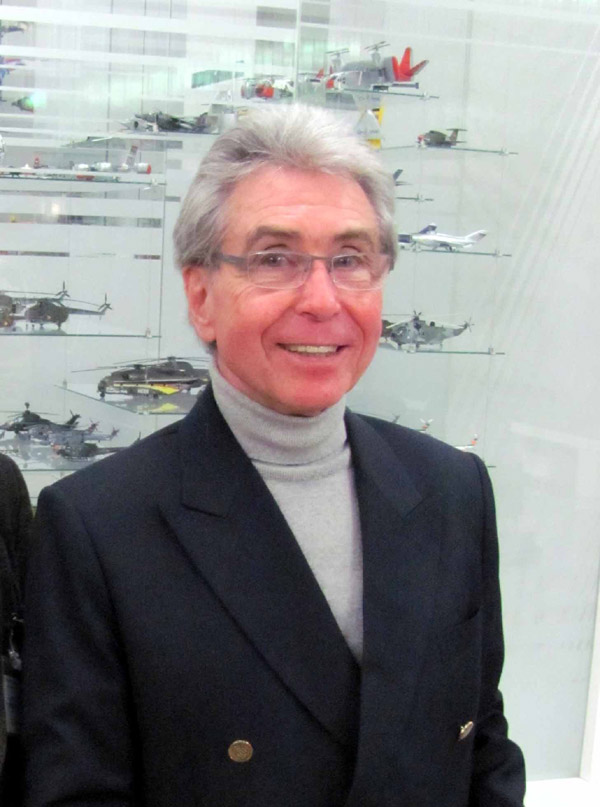
Kallbach während einer Lesung im Hubschraubermuseum Bückeburg 2012

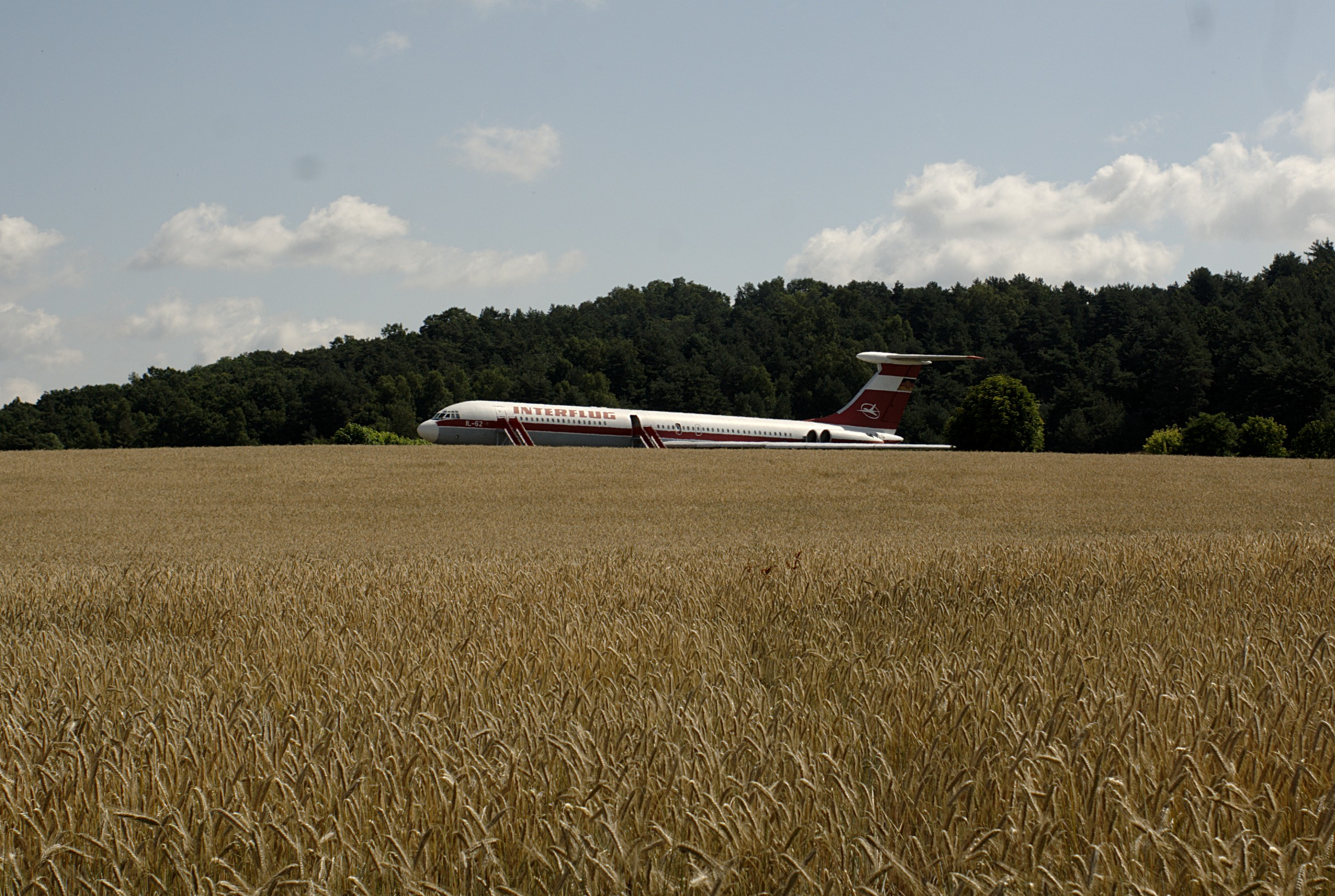
Von Heinz-Dieter Kallbach gelandete Iljuschin IL-62 „Lady Agnes“

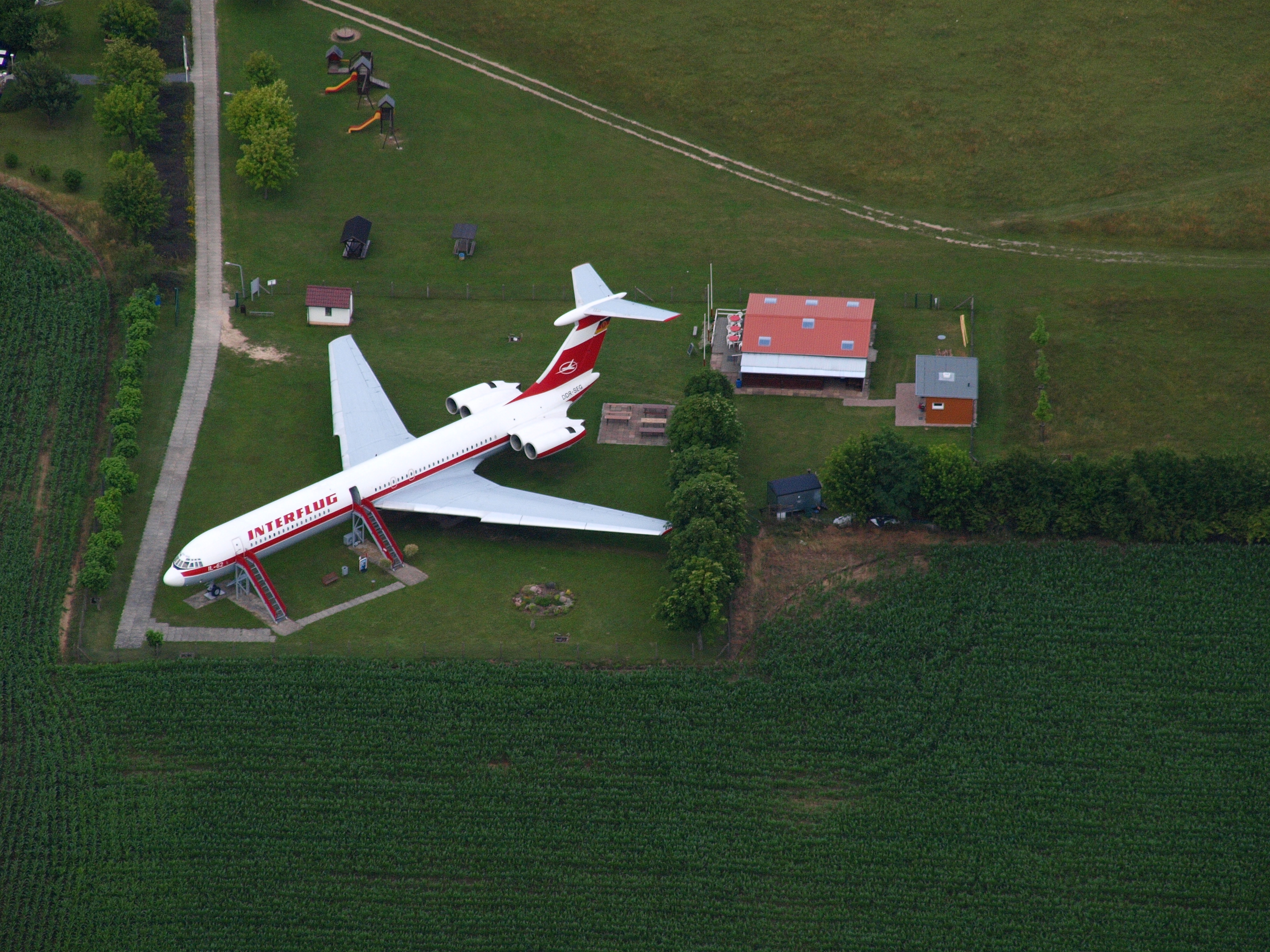
Flugplatz Stölln Rhinow, Iljuschin IL-62

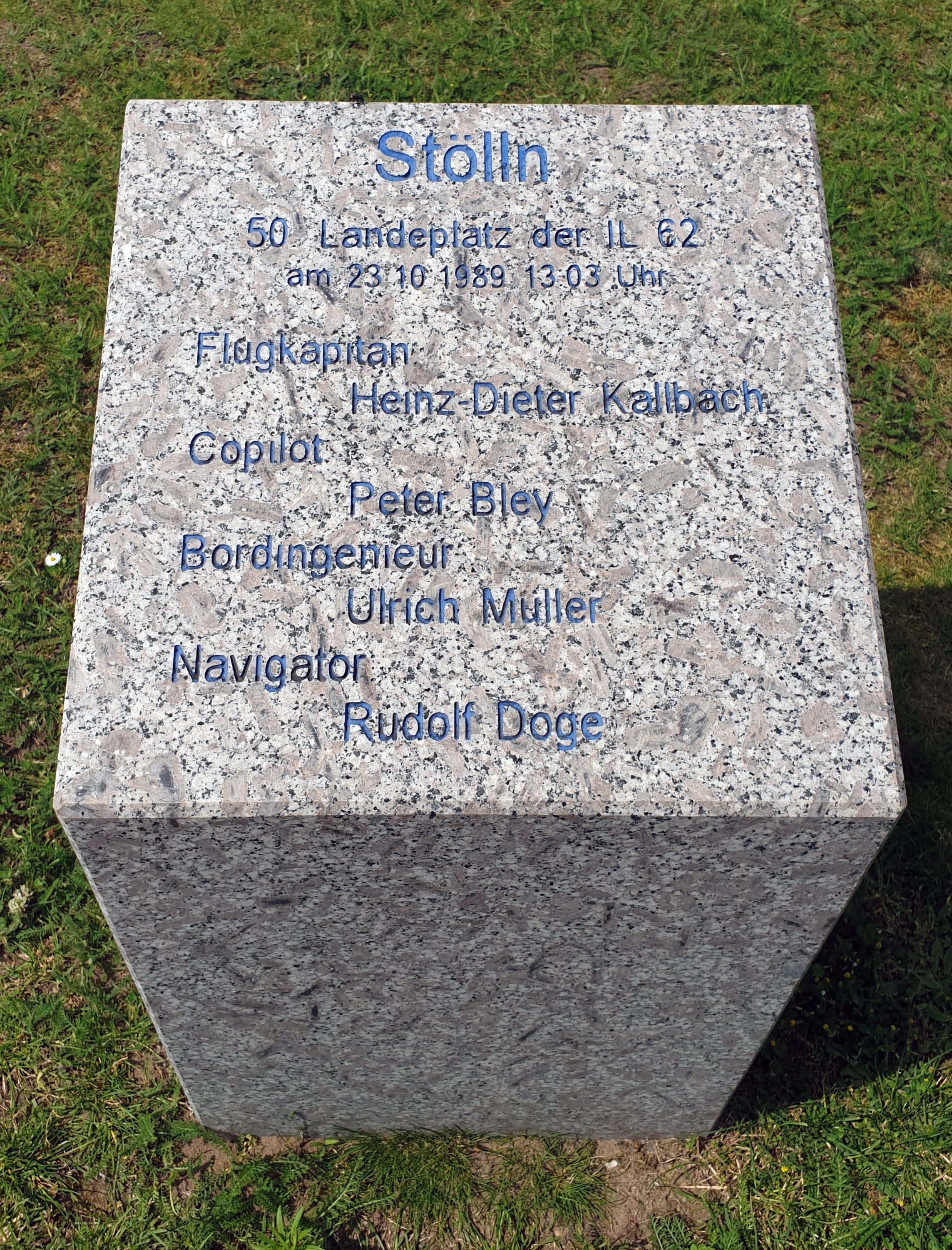
Gedenkstein, Am Gollenberg, in Gollenberg

Heinz-Dieter Kallbach (* 11. September 1940 in Essen) ist ein ehemaliger deutscher Verkehrspilot. Im Guinness-Buch der Rekorde hat er einen Eintrag für die Landung eines Langstreckenjets auf einer kurzen Grasbahn.

## Leben
Heinz-Dieter Kallbach wuchs in einer Arbeiterfamilie aus Essen auf, die 1942 aus Angst vor alliierten Luftangriffen zurück in ihre Heimat, die Lausitz zog. Kallbach wuchs im südbrandenburgischen Lauchhammer-Ost auf. Er begann 1955 eine Lehre als Dreher und meldete sich 1957 zur Nationalen Volksarmee. In Brandenburg-Briest und Dessau lernte er das Fliegen auf dem Doppeldecker Antonow An-2 und der zweimotorigen IL-14.
Weil seine Schwiegermutter in der Bundesrepublik lebte, war ihm eine Laufbahn als Pilot bei den Luftstreitkräften der DDR nicht möglich. Heinz-Dieter Kallbach wechselte 1961 als Pilot zur Deutschen Lufthansa (DDR), der späteren Interflug.
Bei der staatlichen Interflug wurde Kallbach Instrukteur für die Antonow An-24 und wurde später Chefausbilder für die viermotorige Iljuschin Il-18. Solidaritätsflüge mit Hilfsgütern für Entwicklungsländer führten ihn mit der IL-18 in mehrere Staaten Afrikas und Asiens. Er flog auch Flugplätze an, die normalerweise nicht von großen Fluggesellschaften bedient wurden.
Ab 1978 flog Kallbach die vierstrahlige Iljuschin Il-62 und wurde 1983 Staffelleiter der Interflug-IL-62-Flotte. Am 23. Oktober 1989 landete Kallbach einen Langstreckenjet dieses Typs (Kennzeichen DDR-SEG) auf der nur 850 Meter langen Grasbahn des Landeplatzes Stölln (siehe Iljuschin Il-62 auf dem Flugplatz Stölln/Rhinow). Das Flugzeug war ein Geschenk der Interflug an die Stadt, in der der Flugpionier Otto Lilienthal 1896 bei einem seiner Flugversuche abstürzte und in der Folge ums Leben kam. Kallbachs Landung wurde sorgfältig geplant, unter anderem mussten in der Einflugschneise mehrere Bäume gefällt werden. Außerdem wurde das Flugzeug unter anderem durch eine Reduktion der Landemasse von 85 auf 75 Tonnen präpariert. Eine regulär betriebene IL-62 benötigt für eine übliche Landung im Linienverkehr mit Passagieren und Gepäck eine Piste von circa 2.500 m Länge.
Während der Friedlichen Revolution in der DDR wurde Heinz-Dieter Kallbach auf das damals modernste Muster der Interflug Airbus A310 umgeschult. Nach dem Ende der staatlichen Interflug arbeitete er ab November 1990 bei der Charterfluggesellschaft Germania an und flog Urlauber mit einer Boeing 737. Neben seinem Job als Verkehrsflieger steuerte er in seiner Freizeit auch noch einen „Rosinenbomber“ Douglas DC-3 und das Wasserflugzeug Cessna 206.
Am 27. März 2000 drang während des Fluges mit der Flugnummer LT 1407 der Fluggesellschaft Germania im Auftrag der LTU mit Kallbach als Flugkapitän ein Mann mit Suizid-Absichten in das Cockpit der Boeing 737-700 ein. Der Kidnapper versuchte mit Gewalt, die Maschine zum Absturz zu bringen. Er verletzte Kallbach mit Schlägen und Fußtritten und setzte mit Tritten gegen die Steuerelemente auch den Autopiloten außer Funktion. Nach einem sechs Minuten dauernden Kampf konnte der Attentäter überwältigt werden. Heinz-Dieter Kallbach war mit Hämatomen übersät, sein Kiefer und mehrere Rippen waren geprellt. Dennoch steuerte er die Boeing 737 sicher zum Zielflugplatz, die Germania feierte ihn als Helden.
Im Jahr 2005 arbeitete er im Auftrag der Germania für die Billigfluggesellschaft Hapag-Lloyd Express. Nachdem Heinz-Dieter Kallbach 2005 in einem Interview mit dem Nachrichtenmagazin Focus die hohe Arbeitsbelastung von Piloten bei Billigfluggesellschaften ansprach, wurde er von seinem Arbeitgeber wenige Tage vor seinem planmäßigen Ruhestand suspendiert.
Bereits am 28. September 2001 hatte Heinz-Dieter Kallbach einen DC-3-Rosinenbomber von Coventry nach Berlin überführt, mit dem in den Folgejahren – in Erinnerung an die Luftbrücke 1948/49 – Rundflüge mit Passagieren durchgeführt wurden. Am 19. Juni 2010 verunfallte die Maschine mit einem anderen Piloten am Steuer in der Nähe des Flughafens Schönefeld, wobei einige Passagiere verletzt und das Flugzeug erheblich beschädigt wurde. Bereits kurze Zeit später wurde ein Verein mit dem Zweck der Ermöglichung des Wiederaufbaus der Maschine gegründet.
Heinz-Dieter Kallbach wurde Ehrenvorsitzender dieses Vereines. Inzwischen ist der Wiederaufbau der DC-3 aufgrund unkalkulierbarer Kostensteigerungen infolge strengerer gesetzlicher Vorgaben aufgegeben worden.
Noch immer erhält Heinz-Dieter Kallbach seine private Fluglizenz, so dass er fliegerisch in Übung bleibt. Außerdem bildet er Flugschüler im Simulator aus.